# Steinhofen
Steinhofen ist ein Ortsteil der Gemeinde Bisingen im Zollernalbkreis in Baden-Württemberg (Deutschland). Das Dorf im Klingenbachtal ist heute baulich mit Bisingen zusammengewachsen.

## Geschichte
Der Ort wurde erstmals als „Staeinhouen“ in einer Urkunde des Jahres 1241 erwähnt. Er ist vermutlich eine hochmittelalterliche Ausbausiedlung und war Anfang des 14. Jahrhunderts unter hohenbergischer Herrschaft und wurde mit Haigerloch 1381 an Österreich verkauft. Im Jahr 1467 gingen die österreichischen Herrschaftsrechte an Zollern über. Steinhofen war danach Teil des Amts Bisingen. 
Die ehemals selbstständige Gemeinde Steinhofen wurde am 1. April 1938 in die Gemeinde Bisingen eingemeindet.

## Sehenswürdigkeiten
- Kirche St. Peter und Paul
- Lenau-Denkmal

## Persönlichkeiten
- Willi Fischer (1943–2008), Politiker (Freie Wähler), von 1991 bis 2007 Landrat des Zollernalbkreises